# Зоска Верас
Зоска Верас (блр. Зоська Верас), право име – Људвика Антоновна Сивицкаја-Војцик (блр. Людвіка Антонаўна Сівіцкая-Войцік), рођена је 30. септембра 1892. године у селу Меджибожу у Украјини), а преминула је 8. октобра 1991. године у граду Виљнусу (данас – глави град Литваније). Белоруска је књижевница, преводилац и творац првог белоруског ботаничког речника.

## Порекло
Рођена је у шљахетској (богаташкој) породици, а као и у многим таквим породицама, код куће су разговарали на пољском језику. Прадеда песникиње – Игнат Кулаковски још 1834. године је писао руском министру просвете, како је белоруском народу потребно образовање. Он сам је сарађивао са бројним научним удружењима у Виљнусу, Варшави и Петербургу.
По мајчиној линији, песникињин деда Људвик Садовски је био познати пчелар и повртлар,  добро је знао белоруски језик и користио га је у разговору са сељацима. Песникињин отац Антон Сивицки је завршио Мушку гимназију у Гродну (Белорусија), а нарочито је волео да чита поезију. Чини се да је од њих двојице Зоска стекла склоност према белоруском језику и изучавању ботанике.

## Образовање
Зоска Верас је своје прво образовање (и музичко такође) примила од родитеља, а 1904. године је уписала приватну Трговачку вишу школу Л. Валадкевича у Кијеву. Завршила је приватну Женску гимназију Катарине Барковске (1912), а такође и десетомесечне курсеве за воћара, повртлара и пчелара и шестомесечне ратно-санитарне курсеве у Варшави (1914).

## Младост

### Почетак књижевног рада
Зоска Верас је била активна у јавном животу и залагала се за културни напредак својих сународника. Била је учесница Гродненског кутка белоруске омладине (1909-1913); учествовала је у издању алманаха Точак белоруске њиве (1913), одржавала је контакт са часописом Наша њива и дописивала се са издавачима из Виљнуса и познатим књижевницима и просветитељима. У Минску се упознала са књижевником Ш. Јадвигином, а дружила се и са једним од највећих белоруских песника-класика Максимом Богдановичем.
Зоска Верас се дописивала и дружила са бројним белоруским књижевницима: Виталом Скалабаном, Јанком Саламевичем, Данутом Бичељ-Загњетавом, Зигмунтом Абрамовичем, Ларисом Генијуш, Волгом Ипатовом, Сергејем Пањизником, Владимиром Содаљем и др. Многи велики књижевници су били гости у њеној кући: Владимир Караткевич, Лариса Генијуш, Јарослав Пархута, Аљес Бачила, Данута Бичељ-Загњетава и многи сликари и проучаваоци књижевности.
О успоменама на Максима Богдановича писала је у књизи: Пет месеци у Минску (блр. Пяць месяцаў у Менску), преводила је украјинске драме за децу и објављивала их у Белорусији.

### Први брак
Од 1915. године живела је у Минску. Радила је као секретар при бројним организацијама: Минско одељење Белоруског друштва помоћи оштећенима у рату, Белоруски национални комитет, Централни рад белоруских организација, Белоруско социјалистичко грађанство. Исте године је Зоска Верас упознала Фабијана Шантира из града Бобрујска, који је био актуелан у политичком животу. Започели су љубавну везу, али нису скопили брак. Три године касније Шантир је ухапшен, а Зоска га је у својим препискама са пријатељима називала мужем.
Крајем 1918. године, Зоска напушта Минск и одлази на дедино имање Аљховники. Следеће године је родила сина Антона. Фабијан Шантир није имао прилику да упозна наследника. Стрељан је 1920. године.

### Ботанички речник
Верас је била једна од ретких особа, које су се поред књижевне науке бавиле и ботаником. У својој аутобиографији је писала, да се њено занимање за ботанику појавило још у гимназији. У периоду 1912-1913. године почела је да ствара своју прву Ботаничку башту, бележећи тачан назив (или више њих) за сваку биљку на белоруском језику. Кроз своје песме за децу, трудила се да представи и одређене биљке, учећи децу и чистотом језика и ботаником.
Круна бављења ботаником и Зоскино најпознатије дело из ове области објављено је 1924. године, под називом: Белоруско-пољско-руско-латински ботанички речник (блр. Беларуска-польска-расейска-лацінскі батанічны слоўнік). Речник је садржао 302 биљке, које су имале 424 белоруска назива. Био је то први белоруски речник тога типа. Колико се Зоска остварила као ботаничар и постала позната у својој области, сведочи и коментар великог белоруског књижевника Владимира Караткевича, који ју је назвао: поштовани наш ботанички бог. Унук Зоске Верас (син њене кћерке Галине), Вјачеслав Војцик, постао је ботаничар и биолог, по породичној традицији.

### Други брак
Деда Зоске Верас је преминуо 1922. године, а његово имање Аљховники је продато. Следеће године, у шумским масивима испод Виљнуса, Верас започиње заједнички живот са Антоном Војциком. Венчали су се 1926. године и следеће 1927. године су добили кћерку Галину Антоновну Војцик (касније удату Луцкевич. Галина је живела до 2007. године).
Од 1924. до 1929. године, Зоска Верас је радила као администратор редакцијских новина Белоруског сељачко-радничког грађанства, од 1921. до 1931. године, писала је приче за дечји часопис Јутарња звездица (блр. Заранка). У периоду 1934-1935. писала је за дечји часопис Висибабе (блр. Пралескі), а у периоду 1928-1939. била је старешина Белоруског кооперативног друштва Пчела, да би својевремено 1934-1938. године била уредница пчеларског часописа Белоруски одбор у Виљнусу.

## Каснији живот
Године 1946. године, син Зоске Верас је био ухапшен и осуђен. Његова породица није знала где се он налази и шта се са њим догађа. Наступио је тежак период живота за Верас, а тај период је касније називала летаргичним сном. Године 1944. затворена је Виленска белоруска гимназија, а 1945. године уништен је Белоруски музеј И. Луцкевича. Песникињин муж, Антон Војцик, напрасно умире 1948. године.
Песникињин син Антон Шантир се враћа 1956. године из стаљинског логора тешко болестан. Досуђена му је забрана дописивања са мајком наредних 10 година, али је убрзо преминуо.
Као истакнута личност у белоруској култури Верас је прихваћена 1961. године, залагањем Арсенија Лиса. Крајем 1980-их година, око Зоске Верас ујединила се белоруска интелигенција Виљне. Члан Савеза књижевника Совјетске Белорусије постала је 1981. године.
Писала је под бројним псеудонимима, а својевремено се потписивала и као: А. Војцикова, Мама, Мирко, Л. Савицка и Шарена Птица.

## Поезија
Са рођењем сина, Зоска Верас је почела да пише поезију за децу. Њене песме су кратке и једноставне форме, налик на поскочице. Једна од њених најпознатијих дечјих песама Сунце сија:
Сунце сија

ту над нама,

Снег се искри

под ногама,

Мраз притиска,

досађује,

А наш Јанка

то ни не снује:

С брда на санкама

јури, -

Горе очи

срце жури.
Зоска Верас је била песникиња тананих женских осећања, које је претапала у мелодичне стихове. Једна од њених најпознатијих песама је Писмо:
Хтела сам да ти напишем

На латици руже мирисне,

Али латица би могла да нестане

У време олује страсне.
Хтела сам да ти напишем

На крилу лептировом,

Али лептир умире

У првој ноћи тамној.
Послала бих ти писмо

Ластавицом из дома нашег,

Али она би могла дати

Писмо неком другоме.
И тако пролазе дани...

Не могу да ти га пошаљем,

А писмо такво љубазно

Хтела сам да напишем.

## Везе са Србијом
У Београду 2019. године је изашла У сусрет Духу - антологија белоруске хришћанске поезије у издању ЦомпуТеха, у којој је била уврштена једна песма Зоске Верас. Антологију је саставио проф. др Иван Чарота, а са белоруског језика ју је превела Дајана Лазаревић.
У часопису Енхедуана у издању Алиа Мунди 2019. године појавио се биографски текст на српском језику о Зоски Верас са преводом њених најпознатијих песама са белоруског језика. Целокупне материјале је сакупила и превела Д. Лазаревић.